# سینمای مغولستان
سینمای مغولستان (انگلیسی: Cinema of Mongolia) به صنعت فیلم در مغولستان اشاره دارد. این سینما به شدت تحت تاثیر سینمای روسیه بوده است. به شکلی که پیشرفت‌اش با توسعه سینمایی در باقی بخش‌های آسیا متفاوت است. احتمالاً اولین اجراهای سینماتوگرافیک در مغولستان به شکل خصوصی و برای شاهزاده توقز اوچیرین در پایتخت آن زمان، «اورگا» بین سال ۱۹۰۳ تا ۱۹۱۳ اتفاق افتاده است. 
پس از انقلاب سوسیالیستی، حزب انقلابی مردم مغولستان در پنجمین کنگره حزب در ۱۹۲۵، بر آن شد تا از فیلم به عنوان ابزاری برای آموزش استفاده کند. از ۱۹۲۶، سینماهای سیار به همراه ابزارهای نمایش فیلم، فیلم‌های شوروی را برای مردم مغولستان پخش می‌کردند. اولین سالن سینمای ثابت به نام «ард» به معنای مردم در پایتخت اولان‌باتور در سال ۱۹۳۴ افتتاح شد. از فیلم‌های مطرح مغولستان می‌توان به غار سگ زرد و داستان شتر گریان، هردو اثر بیامباسورن داوا اشاره کرد. 